# Малослободка
Малослобо́дка (рос. Малослободка) — село у складі Шарлицького району Оренбурзької області, Росія.

## Населення
Населення — 87 осіб (2010; 155 у 2002).
Національний склад (станом на 2002 рік):
- росіяни — 81 %